# Léguillac-de-Cercles
Léguillac-de-Cercles est une ancienne commune française située dans le département de la Dordogne, en région Nouvelle-Aquitaine.
Elle est intégrée au parc naturel régional Périgord-Limousin, dont elle est la commune la plus méridionale.
Au 1er janvier 2017, elle fusionne avec huit autres communes pour former la commune nouvelle de Mareuil en Périgord.

## Géographie

### Généralités
Au nord-ouest du département de la Dordogne, la commune déléguée de Léguillac-de-Cercles forme la partie sud de la commune nouvelle de Mareuil en Périgord. Elle est arrosée par la Sandonie qui y prend sa source, et limitée à l'est par le Boulou.

### Communes limitrophes

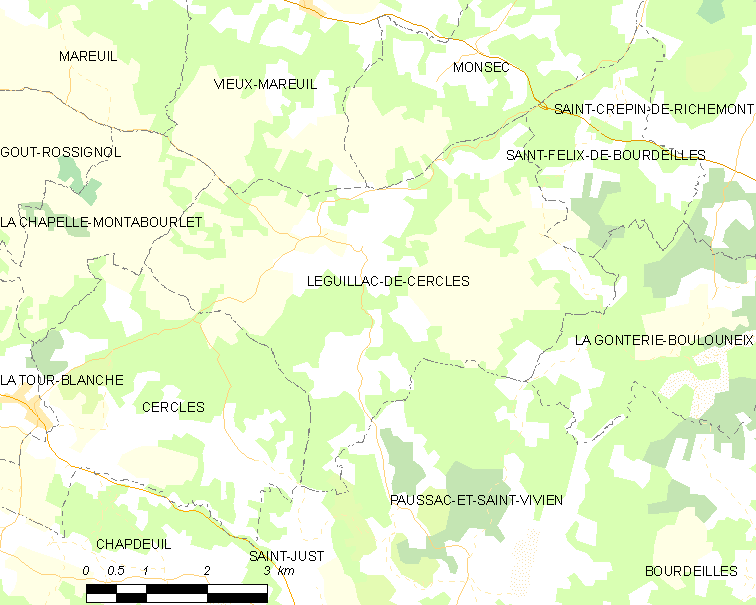
Carte de Léguillac-de-Cercles et des communes avoisinantes en 2016.

En 2016, année précédant la création de la commune nouvelle de Mareuil en Périgord, Léguillac-de-Cercles était limitrophe de huit autres communes.
| Vieux-Mareuil            | Monsec               | Saint-Félix-de-Bourdeilles |
| La Chapelle-Montabourlet | Léguillac-de-Cercles | La Gonterie-Boulouneix     |
| Cercles                  | Saint-Just           | Paussac-et-Saint-Vivien    |

### Milieux naturels et biodiversité

#### Parc naturel régional Périgord-Limousin
Le territoire de Léguillac-de-Cercles est intégré au parc naturel régional Périgord-Limousin depuis sa création en 1998.

#### ZNIEFF et Natura 2000
Au sud, sur une faible zone de son territoire, Léguillac-de-Cercles fait partie d'une zone naturelle d'intérêt écologique, faunistique et floristique (ZNIEFF) de type I, la vallée de la Sandonie, partagée avec les communes voisines de Paussac-et-Saint-Vivien et Saint-Just. Sur ce site se trouvent certaines espèces animales protégées : l'Œdicnème criard (Burhinus oedicnemus), le Moineau soulcie (Petronia petronia) ou la Genette commune (Genetta genetta),.
À l'intérieur de cette ZNIEFF, un secteur est protégé en tant que zone Natura 2000 : le « vallon de la Sandonie » où six espèces de chauves-souris ont trouvé des sites d'hivernage ou de reproduction dans des grottes calcaires,.
Bordant le territoire de Léguillac-de-Cercles à l'est du lieu-dit Puygombert sur moins d'un kilomètre, le Boulou ainsi que sa vallée et ses coteaux forment une autre ZNIEFF de type I « Réseau hydrographique et coteaux du Boulou aval », présentant une importante variété faunistique sur Léguillac-de-Cercles et sept autres communes ou anciennes communes,.
Trente espèces déterminantes y sont répertoriées :
- dix insectes : l'Agrion de Mercure (Coenagrion mercuriale), l'Azuré de la faucille (Cupido alcetas), l'Azuré du serpolet (Phengaris arion), le Cordulégastre annelé (Cordulegaster boltonii), le Cuivré des marais (Lycaena dispar), le Damier de la succise (Euphydryas aurinia), le Gomphe vulgaire (Gomphus vulgatissimus), le Lepture erratique (Judolia erratica (en)), l'Onychogomphe à crochets (Onychogomphus uncatus) et le Petit mars changeant (Apatura ilia) ;
- sept mammifères : la Genette commune (Genetta genetta), la Loutre d'Europe (Lutra lutra), le Vison d'Europe (Mustela lutreola), ainsi que quatre espèces de chauves-souris : Grand rhinolophe (Rhinolophus ferrumequinum), Noctule commune (Nyctalus noctula), Petit rhinolophe (Rhinolophus hipposideros) et Vespertilion de Bechstein (Myotis bechsteinii) ;
- sept oiseaux : le Cincle plongeur (Cinclus cinclus), le Faucon pèlerin (Falco peregrinus), le Hibou moyen-duc (Asio otus), le Moineau soulcie (Petronia petronia), le Pic mar (Dendrocopos medius), le Pic noir (Dryocopus martius) et le Pigeon colombin (Columba oenas).
- les mêmes cinq amphibiens que dans la ZNIEFF amont : l'Alyte accoucheur (Alytes obstetricans), la Grenouille rousse (Rana temporaria), le Pélodyte ponctué (Pelodytes punctatus), la Rainette verte (Hyla arborea), le Sonneur à ventre jaune (Bombina variegata) et le Triton marbré (Triturus marmoratus) ;
- une tortue, la Cistude (Emys orbicularis).

Deux plantes rares :  la Colchique d'automne (Colchicum autumnale) et la Fritillaire pintade (Fritillaria meleagris), y sont également présentes.
De très nombreuses autres espèces animales ou végétales y ont été recensées : cinq amphibiens, cinq reptiles, 69 oiseaux, 307 insectes ainsi que 40 plantes.
Cette ZNIEFF, tout comme la ZNIEFF « Réseau hydrographique et coteaux du Boulou amont », fait partie d'une ZNIEFF de type II plus vaste « Vallée et coteaux du Boulou » représentant la quasi-totalité du cours du Boulou, depuis sa source jusqu'à la route départementale 106, 200 mètres avant sa confluence avec la Dronne,,.
La vallée du Boulou représente « un intérêt national » par la « richesse exceptionnelle » en espèces d'insectes — notamment en Lépidoptères et en Odonates — répertoriées dans ces trois ZNIEFF.

## Urbanisme

### Villages, hameaux et lieux-dits
Outre le bourg de Léguillac-de-Cercles proprement dit, le territoire se compose d'autres villages ou hameaux, ainsi que de lieux-dits :
- chez l'Abbé
- le Banchereau
- le Barbaris
- Baroden
- la Bidalie
- le Bost
- la Brandille
- le Breuil
- le Brouillac
- la Cavaille
- la Chambaudie
- Combe-Jolive
- les Combeaux
- la Conturie
- la Croze
- chez Denis
- la Forêt
- Forêt de Saint-James
- Fort Chaussin
- Franchères
- la Gauterie
- les Genièvres
- le Grand Bois
- le Grand Moulin
- le Grand Mur
- les Grandes Terres
- chez Jaille
- Jovelle
- Laubanélie
- Loubazac
- Maison-Neuve
- Maison Neuve de Puyremale
- les Majelets
- Montaubert
- le Moulin
- le Moulin de Banchereau
- le Paillassou
- le Palatis
- chez Parot
- le Petit Clos
- chez Pichote
- les Piles
- les Potences
- chez Pouyade
- Puygombert
- Puyrebuli
- Puyremale
- les Quatre Routes
- les Rèteries
- Richeni
- Rochefolet
- Saint-James
- Servat
- les Tremblades.

## Toponymie
En occitan, la commune porte le nom de Lagulhac de Cercle.

## Histoire
Au 1er janvier 2017, Léguillac-de-Cercles fusionne avec huit autres communes pour former la commune nouvelle de Mareuil en Périgord dont la création a été entérinée par l'arrêté du 26 septembre 2016, entraînant la transformation des neuf anciennes communes en « communes déléguées ».

## Politique et administration

### Rattachements administratifs
La commune de Léguillac-de-Cercles a, dès 1790, été rattachée au canton de Saint Félix qui dépendait du district de Nontron. En 1795, les districts sont supprimés. En 1801, le canton de Saint Félix est supprimé et la commune est rattachée au canton de Mareuil dépendant de l'arrondissement de Nontron.
Dans le cadre de la réforme de 2014 définie par le décret du 21 février 2014, ce canton disparaît aux élections départementales de mars 2015. La commune est alors rattachée au canton de Brantôme, renommé canton de Brantôme en Périgord en 2020.

### Intercommunalité
En 1995, Léguillac-de-Cercles  intègre dès sa création la communauté de communes du Pays de Mareuil-en-Périgord. Celle-ci disparaît le 31 décembre 2013, remplacée au 1er janvier 2014 par une nouvelle intercommunalité élargie, la communauté de communes Dronne et Belle.

### Administration municipale
La population de la commune étant comprise entre 100 et 499 habitants au recensement de 2011, onze conseillers municipaux ont été élus en 2014,. Seuls huit d'entre eux siégeront au conseil municipal de la commune nouvelle de Mareuil en Périgord, jusqu'au renouvellement des conseils municipaux français de 2020.

### Liste des maires puis des maires délégués
| Période                                  | Période       | Identité          | Étiquette | Qualité       |
| ---------------------------------------- | ------------- | ----------------- | --------- | ------------- |
| Les données manquantes sont à compléter. |               |                   |           |               |
|                                          |               |                   |           |               |
| 1995                                     | décembre 2016 | Jean-Robert Ravon | SE        | Artisan maçon |

| Période                          | Période  | Identité          | Étiquette | Qualité |
| -------------------------------- | -------- | ----------------- | --------- | ------- |
| janvier 2017 (réélu en mai 2020) | En cours | Jean-Robert Ravon |           |         |

## Démographie
Les habitants de Léguillac-de-Cercles se nomment les Leguillacois.
En 2016, dernière année en tant que commune indépendante, Léguillac-de-Cercles comptait 292 habitants. À partir du XXIe siècle, les recensements des communes de moins de 10 000 habitants ont lieu tous les cinq ans (2006, 2011, 2016 pour Léguillac-de-Cercles). Depuis 2006, les autres dates correspondent à des estimations légales.
Au 1er janvier 2022, la commune déléguée de Léguillac-de-Cercles compte 261 habitants.
| 1793  | 1800  | 1806  | 1821  | 1831  | 1836  | 1841  | 1846  | 1851  |
| ----- | ----- | ----- | ----- | ----- | ----- | ----- | ----- | ----- |
| 1 019 | 1 131 | 1 057 | 1 100 | 1 142 | 1 211 | 1 154 | 1 170 | 1 196 |

| 1856  | 1861  | 1866  | 1872 | 1876 | 1881 | 1886 | 1891 | 1896 |
| ----- | ----- | ----- | ---- | ---- | ---- | ---- | ---- | ---- |
| 1 121 | 1 102 | 1 064 | 953  | 965  | 948  | 864  | 855  | 755  |

| 1901 | 1906 | 1911 | 1921 | 1926 | 1931 | 1936 | 1946 | 1954 |
| ---- | ---- | ---- | ---- | ---- | ---- | ---- | ---- | ---- |
| 778  | 762  | 775  | 702  | 661  | 597  | 570  | 514  | 457  |

| 1962 | 1968 | 1975 | 1982 | 1990 | 1999 | 2006 | 2011 | 2016 |
| ---- | ---- | ---- | ---- | ---- | ---- | ---- | ---- | ---- |
| 431  | 396  | 356  | 319  | 286  | 274  | 291  | 306  | 292  |

## Économie
Les données économiques de Léguillac-de-Cercles sont incluses dans celles de la commune nouvelle de Mareuil en Périgord.

## Culture locale et patrimoine

### Lieux et monuments
- Église Saint-Maurice[23].

### Héraldique
| Blason de Léguillac-de-Cercles | Blason  | De gueules au bois terrassé de sinople inscrit dans un cercle en filet d’or, au chef du même chargé d’une croisette tréflée du champ. |
| Blason de Léguillac-de-Cercles | Détails | Le statut officiel du blason reste à déterminer.                                                                                      |